# Анну Рані
Анну Рані Дхараян (28 серпня 1992, Мірут) — індійська метальниця списа. Вона стала першою індійською жінкою, яка дійшла до фіналу з метання списа на чемпіонаті світу 2019 року. На Іграх Співдружності 2022 року увійшла в історію, ставши першою індійською метальницею списа, яка виграла бронзову медаль. Рані є першою індійською метальницею списа, яка виграла золото на Азійських іграх.

## Особисте життя та біографія
Анну Рані Дхараян народилася в родині джайтів 28 серпня 1992 року в селі Бахадурпур, Мірут. Її батько Амарпал був фермером.Її талант виявив брат Упендра, який помітив силу її верхньої частини тіла під час гри в крикет. Він почав тренувати її, просячи кидати палиці цукрової тростини в порожньому полі. Першим списом Анну стала палиця, яку вона зробила власноруч з довгого шматка бамбука, оскільки не могла собі дозволити купити списа. Вперше вона почала займатися метанням списа у 2010 році у віці 18 років. Пізніше її брат почав платити за її тренування, хоча батько не схвалював заняття дівчинки спортом. Він нарешті підтримав талант Анну після того, як вона показала себе, побивши національний рекорд у 2014 році, і тепер підтримує її амбіції.

## Професійні досягнення
Анну Рані спочатку тренував Кашинат Наїк, а зараз її тренує Балджіт Сінгх.
У 2014 році на Національному чемпіонаті штатів з легкої атлетики в Лакхнау Рані виграла золоту медаль з результатом 58,83 метра, побивши національний рекорд 14-річної давнини, і пройшла кваліфікацію на Ігри Співдружності 2014, де фінішувала восьмою. Пізніше в тому ж році вона виграла бронзову медаль на Азійських іграх в Інчхоні, Південна Корея, метнувши спис на 59,53 метра. Через два роки вона знову побила власний рекорд на Національному чемпіонаті штатів з легкої атлетики, кинувши спис на 60,01 метра. У березні 2019 року вона знову побила власний рекорд, метнувши спис на 62,34 метра на Національному чемпіонаті з легкої атлетики у Патіалі, Пенджаб.
Рані виграла срібну медаль на 23-му чемпіонаті Азії з легкої атлетики в Катарі 21 квітня 2019 року, що дозволило кваліфікуватися на чемпіонат світу з легкої атлетики, ставши першою індійською жінкою-метальницею списа, яка брала участь у чемпіонаті світу з легкої атлетики. Вона виграла бронзову медаль на етапі Світового виклику IAAF Golden Spike Ostrava в Остраві, Чехія.
Анну Рані отримала нагороду «Спортсменка року в легкій атлетиці» за версією Sportstar Aces у 2020 році. Виграла золоту медаль у змаганнях з метання списа серед жінок на 59-му відкритому чемпіонаті країни з легкої атлетики.
У 2021 році вона не пройшла до фіналу на літніх Олімпійських іграх в Токіо з результатом 54,04 м, а наступного року виграла Меморіал Косанова з результатом 62,29 м, після чого здобула бронзову медаль на Іграх Співдружності в Бірмінгемі з результатом 60,00 м, поступившись австралійкам Келсі-Лі Барбер і Маккензі Літтл. Вона також фінішувала сьомою на чемпіонаті світу в Юджині з результатом 61,12 м у фіналі. У 2023 році вона фінішувала четвертою на чемпіонаті Азії в Бангкоку з результатом 59,10 м, після чого вибула у кваліфікації на чемпіонаті світу в Будапешті з результатом 57,05 м. У жовтні вона перемогла на Азійських іграх у Ханчжоу з результатом 62,92 метра. Наступного року вона не пройшла у фінал на літніх Олімпійських іграх у Парижі з результатом 55,81 м у кваліфікації.
У 2012 і 2013, 2015 і 2019 і з 2021 по 2024 роки Рані ставала чемпіонкою Індії з метання списа.